# Музей современного искусства (Бухарест)
Национальный музей современного искусства в Бухаресте (рум. Muzeul Național de Artă Contemporană, MNAC) — художественный музей в румынском городе Бухарест, основанный в 2001 и открытый в 2004 году; расположен в новом «стеклянном» крыле Дворца Парламента, построенного в годы существования Социалистической Румынии; ставит себе задачей представление, исследование и продвижение современного румынского искусства; вобрал в себя несколько коллекций, создававшихся с середины XX века — обладает фондом в тридцать тысяч произведений; регулярно проводит временные выставки современных авторов — как групповые, так и персональные.

## История и описание
Национальный музей современного искусства (MNAC) был основан в Бухаресте в 2001 году — первоначально он разместился в музее «Kalinderu Medialab»; в 2004 году галерея переехала в новое «стеклянное» крыло огромного Дворца Парламента (площадью в 350 000 м²), построенного в годы существования Социалистической Республики Румыния. Музей современного искусства ставит себе задачей представление, исследование и продвижение современного румынского искусства; он также готов играть роль посредника в сфере арт-бизнеса. Зачастую молодые художники, ставшие впоследствии известны далеко за пределами страны, получали свою первую выставку в Румынии именно в стенах бухарестского музея.
Собственный музейный фонд насчитывает более 30 тысяч работ, начиная с 1920-х годов: он вобрал в себя несколько коллекций, создававшихся с середины XX века — включая, как собрание Национального бюро документации и художественных выставок (Oficiul Național pentru Documentare și Expoziții de Artă, ONDEA), так и отдела современного искусства Национального музея искусств Румынии (MNAR). Несколько отдельных фотоколлекций также стали частью собрания MNAC. В рамках музея действует и собственное издательство «MNAC Press», публикующее как каталоги проводимых выставок, так и научные и образовательные работы, направленные на ознакомление румынского населения с современным искусством. В музейном крыле также действуют кафе и лекторий, в котором проходят концерты и конференции, дополняющие основные художественные мероприятия.
В 2019 году музей проводил временную групповую выставку «A incontornável tangibilidade do livro ou, o ANTI-LIVRO», посвящённую современному искусству, связанному с книгами и печатными изданиями, в целом — в ней приняли участие 17 современных художников и фотографов, включая таких авторов как Педро Кабрита Рейс (Pedro Cabrita Reis), Мигель Пальма, Марко Годиньо и Пирес Виейра.